# Битва при Крбаве
Битва при Крбаве (Битва на Крбавском поле) — сражение, произошедшее 9 сентября 1493 года между войсками Королевства Хорватия (находившегося в унии с Венгерским королевством) и Османской империи.
Битва закончилась полным разгромом хорватского войска и знаменовала собой начало периода завоевания турками хорватских земель, которое прекратилось лишь после битвы при Сисаке (1593). За эти сто лет между двумя битвами большая часть исторических хорватских земель были оккупированы Османской империей.
Хорватская армия насчитывала около 10 тысяч человек, из которых 8 тысяч составляла пехота, а прочее — тяжёлая кавалерия. Командовал армией бан Хорватии Мирко (Имре) Деренчин. Турецкие силы численностью около 8 тысяч человек почти полностью состояли из лёгкой кавалерии (акынджи) и возглавлялись беем боснийского санджака Хадим Якуп-пашой.

## Предыстория
После того, как Османская империя в 1463 году уничтожила Боснийское королевство, турки начали совершать атаки на территорию королевства Хорватии. Хорватия с начала XII века была связана личной унией с Венгерским королевством, сохраняя в рамках объединённого государства существенную автономию. Возглавлял страну бан, исполнявший функции королевского наместника. Венгерское королевство испытывало глубокие внутренние проблемы и не располагало достаточными силами и средствами для качественной обороны Хорватии. В 1477 году король предоставил хорватскому парламенту (сабору) право избирать командующего хорватским войском и передал большую часть ответственности местной власти. Оборона рубежей велась в этот период в основном силами отрядов хорватской знати, располагавшихся в укреплённых замках. Эти отряды не были способны помешать частым прорывам турецкой лёгкой конницы (акынджи) вглубь хорватской территории. В 1478 году османы даже совершили набег на земли Габсбургов в Крайне, пройдя с грабежами и поджогами всю Хорватию.

## Битва
В 1493 году боснийский бей Хадим Якуп-паша во главе войска лёгкой кавалерии предпринял крупную экспедицию на Хорватское Загорье и имперскую Каринтию. Хорваты, до этого момента избегавшие крупных столкновений с турками, решились на сражение и собрали все свои силы под командованием бана Мирко Деренчина, чтобы подстеречь турок во время их возвращения.
Битва состоялась 9 сентября на Крбавском поле в восточной Лике, неподалёку от современного посёлка Удбина. После первоначальной атаки хорватов турки отступили, пытаясь выманить противника на ровное и незащищённое пространство. Манёвр полностью удался, на ровном месте лёгкая турецкая кавалерия имела полное преимущество над неповоротливой хорватской армией, основу которой составляли пехотинцы. Хорваты были окружены и полностью разгромлены. Погибло почти всё войско, немногочисленные выжившие были взяты турками в плен. На Крбавском поле за один день погиб весь цвет хорватского дворянства, включая и бана.
Разгром и гибель наиболее боеспособных сил королевства вызвали в Хорватии всеобщую скорбь. Священник Мартинец писал: «И скорбь была великая … небывалая со времён нечестивых татар и готов, и Аттилы». Большое количество беженцев из страха перед турецким наступлением бежала из внутренних регионов Хорватии в северную часть страны и в Далмацию. Турки с этого момента регулярно опустошали центральную Хорватию и постепенно присоединяли её по частям к своим владениям на Балканах.